# Parides castilhoi
Parides castilhoi is een vlinder uit de familie van de pages (Papilionidae). De wetenschappelijke naam van de soort is voor het eerst geldig gepubliceerd in 1967 door Romualdo Ferreira d'Almeida. Dit taxon wordt wel beschouwd als een ondersoort van Parides aglaope.